# Epizoanthus univittatus
Epizoanthus univittatus är en korallart som först beskrevs av Lorenz 1860.  Epizoanthus univittatus ingår i släktet Epizoanthus och familjen Epizoanthidae. Inga underarter finns listade i Catalogue of Life.